# Sandro
Jose Ferreira da Silva Sandro (* 19. březen 1986, Iasu) je brazilský profesionální fotbalový záložník od července 2013 působící v SV Ried.

## Kariéra
Mladý záložník začal svoji kariéru v brazilském klubu EC Vitória, kde odehrál zápasy v mládežnických kategoriích i seniorském týmu. V roce 2006 se rozhodl pro změnu a domluvil se na kontraktu s brazilským CR Vasco da Gama, zde strávil 2 sezony a podepsal rakouský SK Austria Kärnten, klub hrající nejvyšší soutěž však zkrachoval a Sandro byl po roce a půl stráveném v tomto celku půl roku bez angažmá. To se však změnilo, když se domluvil v srpnu 2011 na smlouvě s SK Dynamo České Budějovice. Před sezonou 2013-2014 zamířil do SV Ried.